# Bredene Koksijde Classic 2022
De 19e editie van de Bredene Koksijde Classic vond plaats op 18 maart 2022. De start van de wedstrijd was in Bredene en de finish lag in Koksijde. De wedstrijd maakte onderdeel uit van de UCI ProSeries
In de sprint won Pascal Ackermann, voor Hugo Hofstetter en Tim Merlier.
Er waren drie klimmetjes opgenomen in deze wedstrijd (Monteberg, Kemmelberg en de Rodeberg). Eveneens waren er drie kasseistroken aanwezig in deze editie.

## Uitslag
| Bredene Koksijde Classic 2022 |                    |                           |          |
| Plaats                        | Naam               | Ploeg                     | tijd     |
| Winnaar                       | Pascal Ackermann   | UAE Team Emirates         | 4u29'30" |
| 2                             | Hugo Hofstetter    | Arkéa Samsic              | z.t.     |
| 3                             | Tim Merlier        | Alpecin-Fenix             | z.t.     |
| 4                             | Sam Welsford       | Team DSM                  | z.t.     |
| 5                             | Gerben Thijssen    | Intermarché-Circus-Wanty  | z.t.     |
| 6                             | Timothy Dupont     | Bingoal Pauwels Sauces WB | z.t.     |
| 7                             | Søren Wærenskjold  | Uno-X Pro Cycling Team    | z.t.     |
| 8                             | Luca Mozzato       | B&B Hotels-KTM            | z.t.     |
| 9                             | Arnaud De Lie      | Lotto Soudal              | z.t.     |
| 10                            | Bert Van Lerberghe | Quick Step-Alpha Vinyl    | z.t.     |

2002 · 2003 · 2004 · 2005 · 2006 · 2007 · 2008 · 2009 · 2010 · 2011 · 2012 · 2013 · 2014 · 2015 · 2016 · 2017 · 2018 · 2019 · 2020 · 2021 · 2022 · 2023 · 2024 · 2025